# Fliper
Fliper (eng. pinball) je vrsta arkadne igre, uglavnom aktivirane ubacivanjem žetona ili kovanica, u kojoj igrači osvajaju bodove upravljajući najmanje jednom čeličnom kuglicom na oklopljenoj igraćoj ploči koja je prekrivena staklom. Primarni cilj igre je osvojiti što više bodova. Bodovi se zarađuju gađanjem različitih objekata na igraćoj ploči. Na dnu ploče nalazi se odvod iznad kojeg su smještene plastične palice kojima upravlja igrač. Sekundarni cilj je ostati u igri (zarađujući dodatne kuglice, eng. extra ball, i održavajući ih u igri što je duže moguće) i osvajati besplatne igre (poznate i kao "reigre", eng. replay).

## Fliper u popularnoj kulturi
- Rock opera Tommy sastava The Who, u kojoj je glavni potagonist Tommy inače: gluha, nijema i slijepa osoba ali ima nevjerojatni smisao za igranje flipera koje je kasnije iskorišteno kao simbol ili oruđe njegove mesijanske misije.